# Séptimo día (programa de televisión uruguayo)
Séptimo día (estilizado como 7mo. día) es un programa de televisión uruguayo de género periodístico y análisis político emitido por Teledoce. Fue estrenado el 4 de agosto de 2019 durante la campaña electoral para las elecciones generales de ese año y su primera etapa al aire se extendió hasta el 1 de noviembre de 2020. En agosto de 2024, en el marco de una nueva campaña electoral, se estrenó una nueva temporada, con un nuevo equipo.

## Programa
El programa se emitió todos los domingos a las 21:00 por el canal de televisión de Uruguay, Teledoce.
Abarcó un abordaje sobre los temas políticos, económicos y novedades y cambios que suceden en el país Uruguay. 
El programa comenzó meses antes de las Elecciones generales de Uruguay de 2019, para ser un anticipo, con noticias y novedades sobre las candidaturas, datos, números, encuestas (junto a la encuestadora uruguaya Cifra, con Mariana Pomiés), opiniones, etcétera. 
Finalmente culminaron las elecciones en Uruguay resultando el nuevo presidente electo Luis Lacalle Pou (del Partido Nacional), superando al candidato Daniel Martínez (por el Frente Amplio).
El 22 de marzo del año 2020, la emisión del programa fue suspedida momentáneamente junto debido a la pandemia por Coronavirus.Tras varias semanas (casi un mes) sin salir al aire, el programa volvió a emitirse, el 19 de abril.
El 4 de agosto de 2024 el programa vuelve a emitirse y con la conducción de Mariano López. El nuevo ciclo fue conformado por un nuevo grupo de panelistas.

## Equipo

### Conducción
- Nelson Fernández (2019-2020)
- Mariano López (2024-presente)

### Panel
| Panelista             | Años | Años | Años | Años |
| Panelista             | 2019 | 2020 | 2024 | 2025 |
| --------------------- | ---- | ---- | ---- | ---- |
| Leonardo Haberkorn    |      |      |      |      |
| Valeria Superchi      |      |      |      |      |
| Juanchi Hounie        |      |      |      |      |
| Marcela Dobal         |      |      |      |      |
| Raúl Ponce De León    |      |      |      |      |
| Juan Miguel Carzolio  |      |      |      |      |
| Natalia Uval          |      |      |      |      |
| Martín Aguirre        |      |      |      |      |
| Richard Read          |      |      |      |      |
| María Eugenia Roselló |      |      |      |      |
| Micaela Melgar        |      |      |      |      |
| Santiago Gutiérrez    |      |      |      |      |

## Emisión y recepción
El programa se emitió los domingos desde las 21:00 horas en la pantalla del canal Teledoce. 
Su estreno se realizó el día domingo 4 de agosto de 2019. Obtuvo un muy buen recibimiento en cuando a audiencia, midiendo 13,1 puntos de rating en su estreno, siendo el programa más visto en su franja horaria en los canales de la televisión en Uruguay, y el segundo programa más visto del día, detrás del noticiero de su mismo canal: Telemundo (que midió 13,3 puntos de rating).